# Kouřimská tabule
Kouřimská tabule je geomorfologický okrsek ve střední a jihovýchodní části Českobrodské tabule, ležící v okresech Kolín a Nymburk ve Středočeském kraji.

## Poloha a sídla

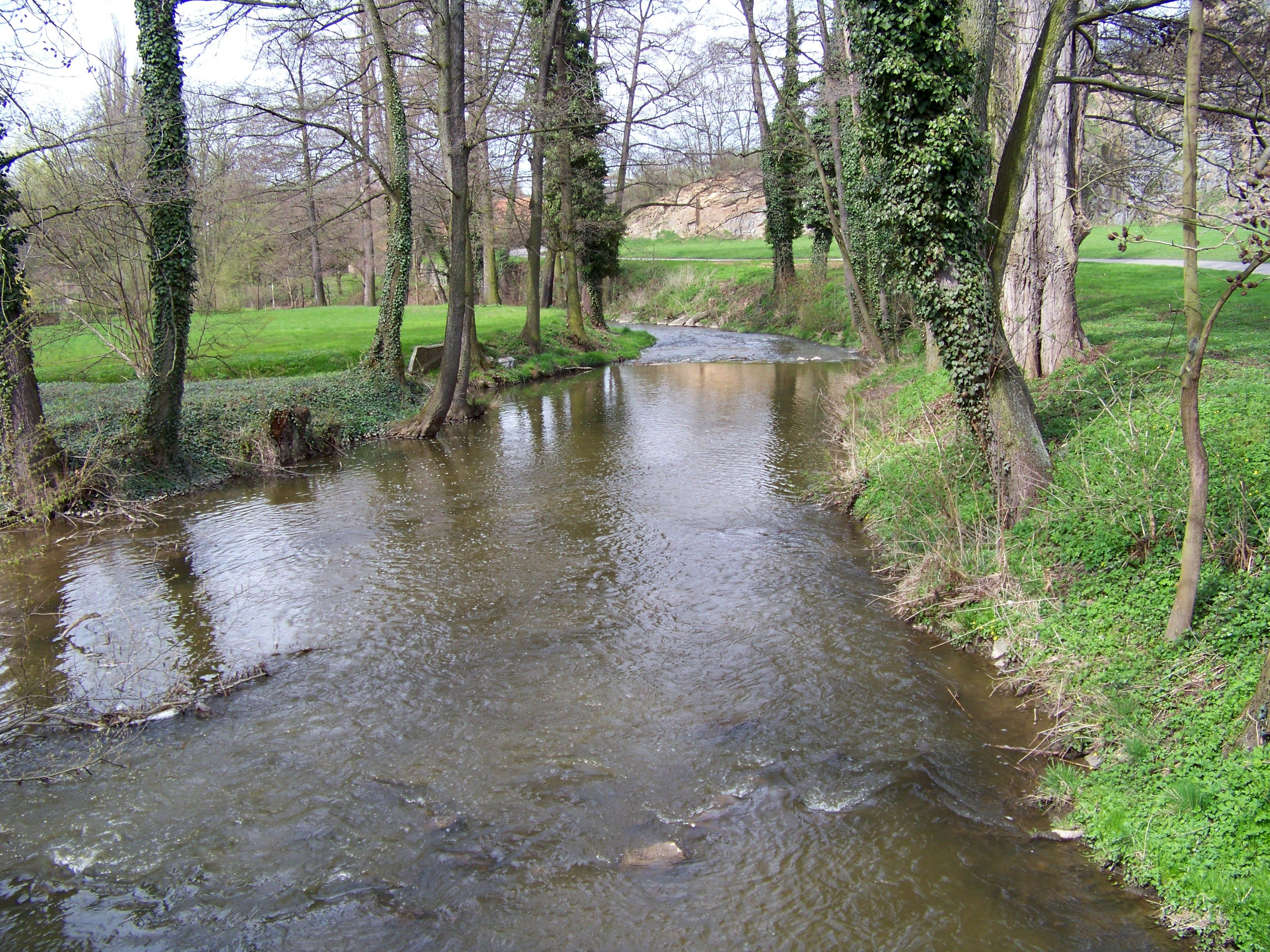
Řeka Výrovka u Kouřimi

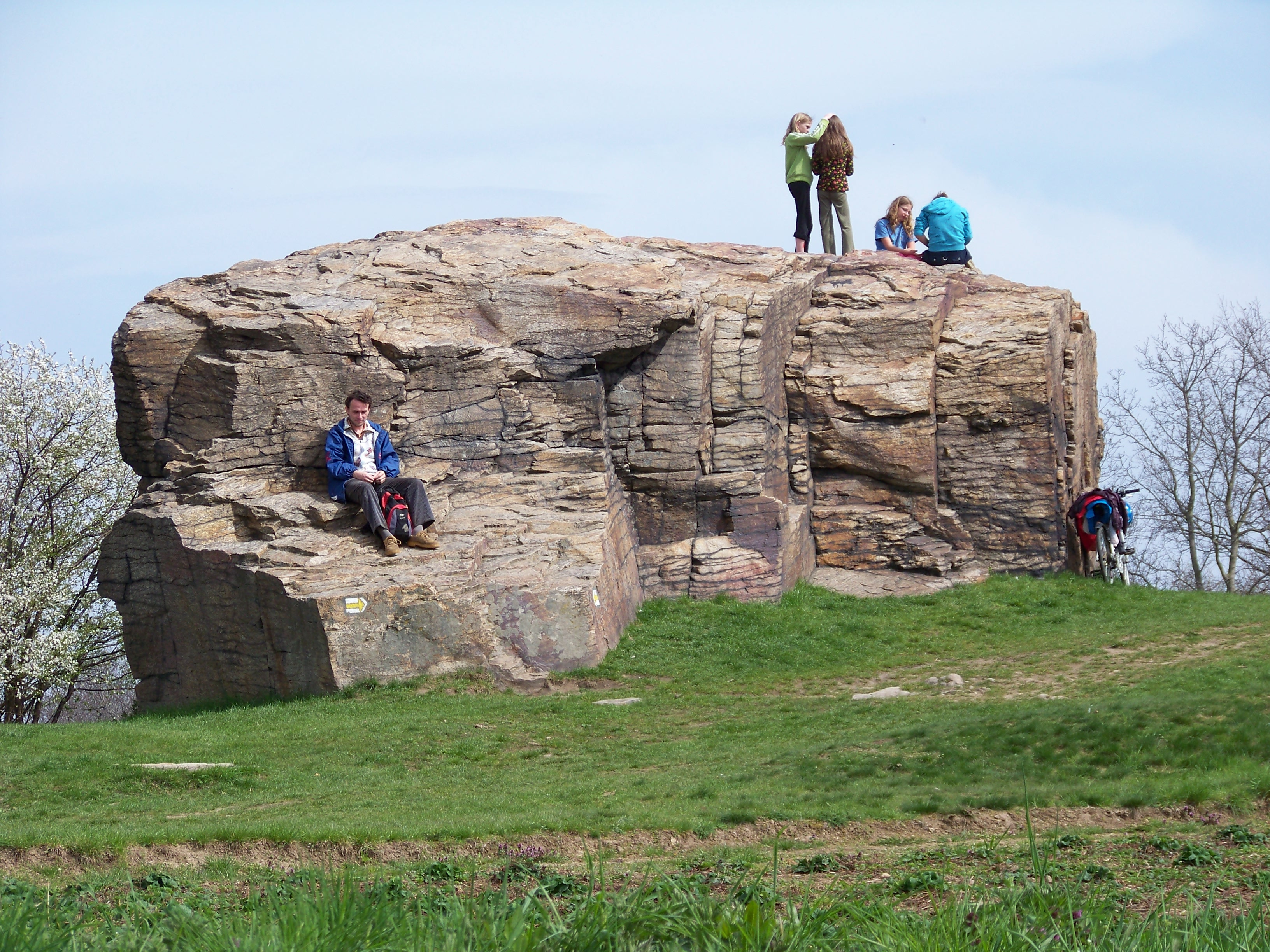
Lechův kámen na svahu Staré Kouřimi

Území okrsku leží zhruba mezi sídly Bříství (na severozápadě), Pečky (na severu), Kolín (na severovýchodě), Zásmuky (na jihovýchodě), Horní Kruty (na jihu) a Vitice (na západě). Zcela uvnitř okrsku leží titulní město Kouřim a větší obce Plaňany a Poříčany.

## Charakter území
Okrsek zahrnuje chráněná území PR Stráň u Chroustova, PR Stráně u splavu, PP Lom u Radimi, PP Stébelnatá rula, PP Sládkova stráň a PP Lom u Nové Vsi.

## Geomorfologické členění
Okrsek Kouřimská tabule (dle značení Jaromíra Demka VIB–3E–4) náleží do celku Středolabská tabule a podcelku Českobrodská tabule.
Dále se člení na geomorfologické části Chrásteckou na severu a Malotickou na jihu.
Tabule sousedí s dalšími okrsky Středolabské tabule (Čelákovická pahorkatina na severozápadě, Sadská rovina na severu, Kolínská tabule na východě, Bylanská pahorkatina na západě) a s celky Benešovská pahorkatina na západě a Hornosázavská pahorkatina na jihovýchodě.

## Významné vrcholy
- Dílce (366 m)
- Vinný vrch (311 m)
- Stará Kouřim (294 m)
- Velká Stráž (272 m)
- Radim (268 m)
- Břístevská hůra (233 m)

Nejvyšším bodem okrsku je vrstevnice (400 m) v jižní části, při hranici s Benešovskou pahorkatinou.